# میفعه (یمن)
 میفعه  به عربی ( المیفعة )، روستایی است در عزلهٔ (بنی الحمد)، در ناحیهٔ (الُّلسلفیة)، از توابع استان لَحِج در کشور یمن در شبه جزیره عربستان. 
جمعیت آن ۱۴۱ نفر (۷ خانوار) می‌باشد.